# Waldenserkirche (Neuhengstett)

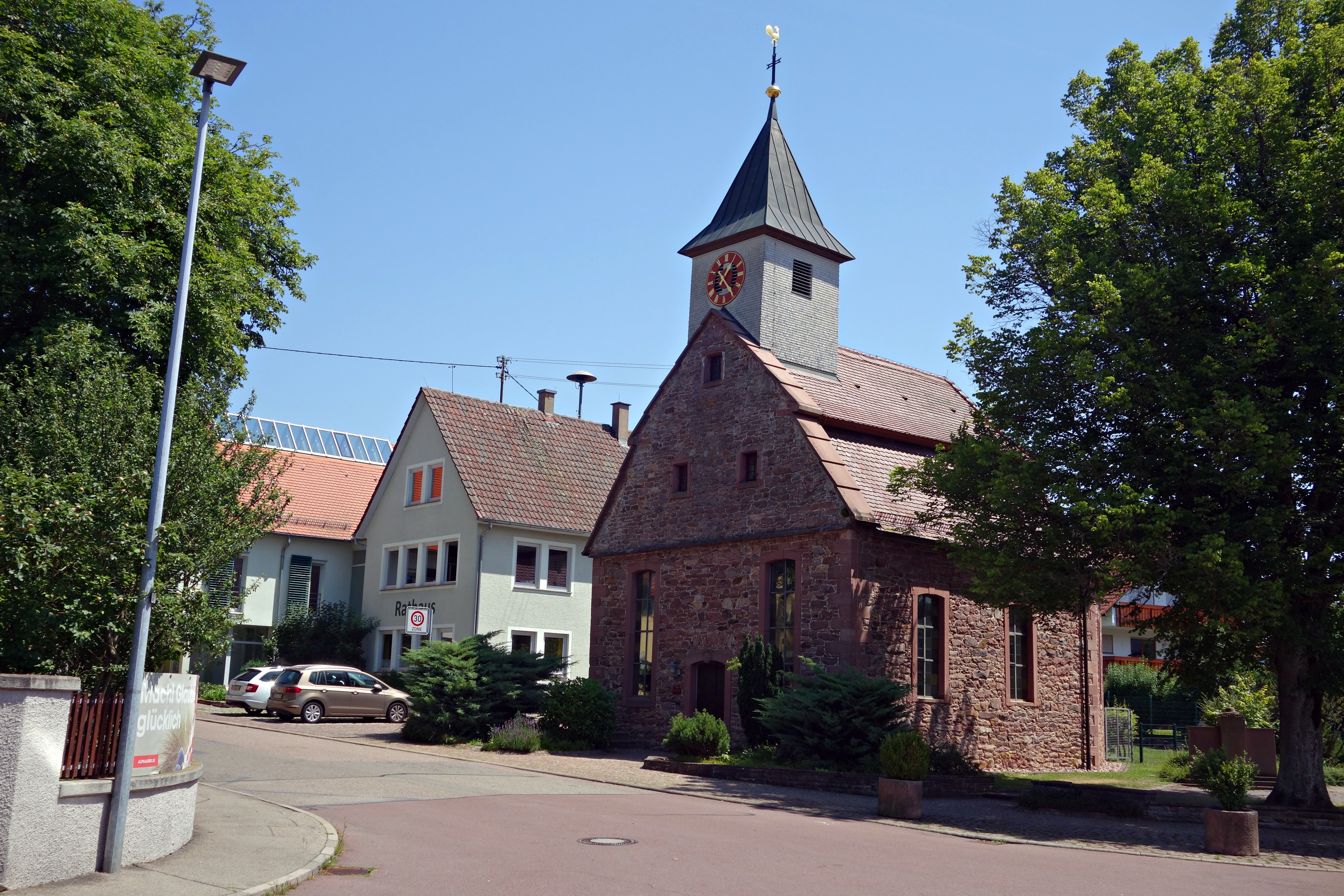
Waldenserkirche in Neuhengstett

Die ehemalige Waldenserkirche ist die evangelische Pfarrkirche von Neuhengstett, einem Ortsteil der Gemeinde Althengstett im Landkreis Calw in Baden-Württemberg. Das Bauwerk ist beim Landesamt für Denkmalpflege Baden-Württemberg als Baudenkmal eingetragen. Die Kirchengemeinde gehört zum Kirchenbezirk Calw-Nagold der Evangelischen Landeskirche in Württemberg.

## Beschreibung
Die 1769 erbaute Saalkirche aus Bruchsteinen mit Ecksteinen, die eine Holzkirche ersetzte, besteht aus einem Langhaus mit zwei Achsen, das im Südosten dreiseitig geschlossen ist. Aus dem Mansardsatteldach erhebt sich im Nordwesten ein quadratischer, mit Schindeln verkleideter und mit einem Pyramidendach bedeckter Dachreiter, der die Turmuhr und den Glockenstuhl für drei Kirchenglocken enthält. 